# Perla Farías
Perla Farías Lombardini es una escritora, productora y directora venezolana de telenovelas. Actualmente se desempeña como ejecutiva en Telemundo.

## Telenovelas

### Historias originales para Telemundo
- Falsa identidad (2018) con Sergio Mendoza
- Dame chocolate (2007)

### Adaptaciones para Telemundo
- Bajo el mismo cielo (2015) Original de Roger L. Simon
- Marido en alquiler (2013) Original de Aguinaldo Silva
- Flor salvaje (2011/12) Original de Laura Restrepo
- Alguien te mira (2010/11) Original de Pablo Illanes
- ¿Dónde está Elisa? (2010) Original de Pablo Illanes

### Historias originales realizadas en Venezuela
- Ser bonita no basta (2005) escrita de César Sierra
- Juana, la virgen (2002)
- Mis 3 hermanas (2000)
- Cambio de piel (1997/98) original de José Ignacio Cabrujas
- Sol de tentación (1996)
- Divina obsesión (1992)
- Rubí rebelde (1989)

## Vida personal
Es hija del también escritor Daniel Farías y de la primera  actriz Gioia Lombardini y hermana de la también actriz Gioia Arismendi.
- Datos: Q5837205